# Голяма награда на Далас
Голямата награда на Далас е кръг от Световния шампионат на ФИА - Формула 1 проведен през 1984 г. на пистата Феър парк
През 1988 г. става кръг от Американските Транс-Ам Серии.
Първоначално състезанието се провежда в град Далас, след това преминава към близкия Адисън през 1989 година. През 1993 г. надпреварата се пренася на временна писта около зала „Реюнион Арена“.

## Победители
| Година | Пилот        | Конструктор  | Писта     | Статистика |
| ------ | ------------ | ------------ | --------- | ---------- |
| 1984   | Кеке Розберг | Уилямс-Хонда | Феър парк | Статистика |